# Fran Levstik
Fran Levstik (28. září 1831, Dolnje Retje – 16. listopad 1887, Lublaň) byl slovinský spisovatel, básník, literární kritik a žurnalista.

## Životopis
Fran Levstik se narodil v rolnické rodiny v obci Dolnje Retje v dnešní občině Velike Lašče. Již od dětství se Levstik jevil jako bystrý a všestranně nadaný chlapec. Po tříleté docházce do školy ve Velikih Laščah ho otec poslal studovat do Lublaně. Zde navštěvoval dva roky základní školu a poté přestoupil na gymnázium, které ukončil roku 1853. V letech 1854–1855 studoval teologii v Olomouci, odkud byl ale vyloučen kvůli pohoršující básnické sbírce Básně (1854). Tyto básně byly zakázané a vyšly až dvanáct letech po jejich vzniku. Poté se rozhodl ve Vídni studovat techniku. Zde byl ale bez prostředků, vydal se tedy na cestu domů přes Graz a Maribor, kudy pokračoval v cestě do Krškega. Tam se setkal s bývalým spolužákem Almanem, který mu uvolnil pozici domácího učitele u hraběte Paceju na hradě Turnu pod Čatežem. Zde sečkal po dva roky a seznámil se s krasavicí Tono, dcerou zámožného hospodského Zidara. Na podzim 1857 se přestěhoval do Lublaně, kde stále myslel na krásnou Tono, která ho inspirovala k napsání Toniných básní (Boječnost, Prvi poljub, Toni, Ne jokaj, Zvečer, Otvi, Tiha žalost, Srečni mrak). Roku 1858 mu ale hrabě Pace vypověděl službu a Levstik neměl na živobytí. Jeho dalším zaměstnáním byla opět pozice domácího učitele u básníka Miroslava Vilharja na hradě Kalec blízko Knežaka, kde pracoval až do roku 1861. Tentýž rok dostal práci tajemníka ve slovinské čítárně v Terstu a 1862 na podnět Vilharja spolupracoval s vydavatelstvím listu Naprej. V letech 1864 se stal prvním tajemníkem Slovinské matice. Díky sporům se Staroslovinci ale následný rok z funkce odstoupil. Roku 1872 dostal práci písaře v lublaňské lycijské knihovně, kde pracoval až do smrti. Zemřel po dlouhotrvající nemoci v šestapadesáti letech. Pohřeb byl hodný velikého spisovatele. O dva roky později postavili Levstikovi ve Velikih Laščah pomník.
Na Levstikovu památku nese dnes náměstí a ulice v Lublani jeho jméno.

## Literární činnost
Fran Levstik je považován za jednoho z prvních klasiků slovinské vypravěčské prózy. Hlavní období jeho tvorby spadá do let 1850–1859. Levstik psal spíše kratší vyprávění, jako jsou umělecké povídky, literární cestopisy, satirická groteska a vyprávění ze života. Jeho nejznámější povídky jsou Martin Krpan z Vrha a cestopisnokritická esej s knižním plánem Popotovanje od Litije do Čateža, který je důležitý především díky literárnímu programu, rozvoji kratší prózy, zejména novely a románu, humoristické prosté psaní pro lid. V cestopisu pozoruje, zaznamenává a komentuje svět kolem sebe. Pro vzpomínku na toto cestování se každý rok organizuje pochod po Levstikově cestě. Své jazykovědné vlohy prokázal také v díle Napake slovenskega pisanja.
Dalším jeho významným dílem je příběh o Martinu Krpanovi, který slyšel od nějakého sedláka a poté ho podle sebe upravil a napsal o něm povídku. Povídka je o silném, vynalézavém a dobráckém Martinovi a jeho kobyle, kteří vozí pašovanou sůl; díky své síle, kterou Martin předvede při přemístění kobyly i s nákladem, je pozván do Vídně, kde se utká v souboji s obrem Brdavsem, vtipem a nebojácností zvítězí a vrací se domů.
Vedle Martina Krpana je známé Levstikovo dílo pro mládež Kdo je napravil Vidku srajčico. Povídka hovoří o chlapci, který pochází z chudé rodiny a který má hodně sourozenců. Protože je nejmladší, musí stále nosit staré a záplatované oblečení. Jednoho dne se jeho stará košilka tak roztrhá, že mu spadne s ramen a chlapec zůstane nahý. Na pomoc mu přijdou zvířátka. Ovečka dá chlapci vlnu, keř z ní vyčeše přízi, pavouk z příze usouká nitku, z které se utká látka, rak ji poté rozstříhá a ptáček ji sešije. Chlapec celý šťastný utíká domů, aby ukázal své rodině novou košilku.
Fran Levstik začal psát básně již na gymnáziu. První báseň, kterou napsal, se jmenovala Želje a vyšla ve Slovinském listu.

## Díla

### Próza
- Martin Krpan z Vrha (1858)
- Kdo je napravil Vidku srajčico
- Bučelstvo pod vplivom prijatelja Ilija (1858)

### Poezie
- Povodna deklica
- Pesmi (1854)
- Pomladni sprehod
- V gozdu
- Prvi poljub
- Pomladna
- Slovo
- Sovražnikom
- Ubežni kralj
- Kako je to hudo
- Vihar
- Tiha žalost
- Zvečer
- Ne jokaj
- Toni

### Cestopisy
- Popotovanje iz Litije do Čateža (1858[3])

### Veselohry
- Juntez (1855[3])

### Tragédie
- Tugomer (1876[3]). Autorem této historické tragédie je původně Josip Jurčič, Levstik ji ale doplnil a uspořádal.[1][3]